# 鈴木卓朗
鈴木 卓朗（すずき たくろう、10月30日 - ）は、日本の男性声優。宮城県出身。シグマ・セブン所属。

## 人物
趣味はバイク・プロレス観戦・歴史研究。
資格は普通自動車運転免許、普通自動二輪免許。
特技は殺陣。
シグマ・セブン声優養成所、Doa The・声優塾出身。

## 出演

### テレビアニメ
2015年
- ガッチャマン クラウズ インサイト（秋山俊夫、林正吉）
- 洲崎西 THE ANIMATION（校長、男）

2016年
- 一人之下 the outcast（才哥、高磊）
- パズドラクロス（おじさん）
- Bloodivores（ニュースキャスター、支店長）

2017年
- 名探偵コナン（男性）

2018年
- ムヒョとロージーの魔法律相談事務所（大佐）
- バキ（高弟）

2020年
- 戦翼のシグルドリーヴァ（首脳）

2021年
- 幼なじみが絶対に負けないラブコメ（コメンテーター）

2022年
- スローループ（先生）

2025年
- ドラえもん（テレビ朝日版第2期）（看板屋さん、行司）
- ニャイト・オブ・ザ・リビングキャット（男性、タダナカ＝オジー）

### ゲーム
- 白猫プロジェクト（パラケス将軍）
- PROGRESS ORDERS（2025年、ゼグゼ[9]）

### BLCD
- 年上ノ彼女（2007年05月18日、警官）
- DEADLOCK シリーズ（マイク・ハワード）
  - DEADHEAT デッドヒート DEADLOCK 2（2008年4月25日）
  - DEADSHOT デッドショット DEADLOCK 3（2008年8月25日）
  - [DEADLOCK] デッドロック番外編 “Love begets love” Chara 13th Anniversary BIRTHDAY FAIR（2009年03月08日[10][注 1]）
  - SIMPLEX シンプレックス DEADLOCK 外伝（2009年11月25日）
- ≠ ノットイコール Notequal（2012年）

### デジタルコミック
- Beeマンガ
  - アロマチック・ビターズ（2010年、英〈はな〉の夫[11]）
  - サプリ（2010年、松井）
  - 働きマン（2011年、梅宮龍彦[12]）
  - ビー・バップ・ハイスクール（2011年、山田[12]）
  - 午前3時の無法地帯（2012年、田辺[13]）
  - 闇金ウシジマくん
  - うずまき（2014年）
  - 神さまの言うとおり（2014年）
- UULA サラリーマン金太郎（2014年）

### ナレーション
- イースター島 祖先の謎
- 池上彰のニュースそうだったのか!!
  - ここがポイント!!池上彰解説塾
- 行列のできる法律相談所
- シャークマン 巨大ザメ捕獲大作戦
- 主治医が見つかる診療所
- スーパーフォーミュラGoOn!
- たけしの健康エンターテインメント!みんなの家庭の医学
- ドキュメンタリー T〜he REAL〜
- 日経スペシャル カンブリア宮殿
- 日経みんなの経済教室
- news every.
- ニュースJAPAN
- 狙われた隣人
- バイキング
- マイケル・サンデルの白熱教室
- マネージングアジア
- 輪違屋ナビ
- ワラッチャオ!

### その他コンテンツ
- テイルズ オブ ヴェスペリア 断罪者の系譜（2014年）
- 【電撃文庫ボイスドラマ】『三角の距離は限りないゼロ』（2021年、校長[14]、体育教師[15]）